# Alexandru Cuedan
Alexandru Cuedan, né le 26 septembre 1910 en Autriche-Hongrie (aujourd'hui en Roumanie) et mort le 9 mai 1976, était un joueur de football roumain qui évoluait au poste de défenseur.

## Biographie
En club, il évolue durant sa carrière dans le championnat roumain dans l'équipe du CFR Bucarest, un des nombreux clubs de la capitale roumaine.
Avec l'équipe de Roumanie, il est sélectionné par les deux entraîneurs Josef Uridil et Costel Rădulescu pour participer à la coupe du monde 1934 en Italie. Lors de la compétition, la sélection est éliminée au 1er tour par l'équipe de Tchécoslovaquie sur un score de 2 buts à 1 en huitièmes-de-finale.